# 256
Cette page concerne l'année 256  du calendrier julien. Pour l'année 256 av. J.-C., voir 256 av. J.-C. Pour le nombre 256, voir 256 (nombre).
L'année 256 est une année bissextile qui commence un mardi.

## Événements
- Printemps : concile de Carthage regroupant soixante-et-onze évêques de l’Église chrétienne d’Afrique, sur la question de la validité du baptême conféré par les hérétiques. Il rejoint l'opinion de Cyprien qui exige un nouveau baptême. Ses décisions sont condamnées par le pape Étienne[1].

- Été[2] : le sassanide Chahpuhr Ier détruit Doura Europos, prend Antioche[3] avec l’aide du transfuge Mariadès (Cyriadès). Résistance syrienne autonome à Emèse (actuelle Homs)[4].

- 1er septembre : nouveau concile de Carthage regroupant quatre-vingt-quatre évêques, qui réitèrent leur position sur le baptême des hérétiques, en rupture avec Rome[1].

- Les Goths paraissent sous les murs de Thessalonique[5].
- Les Berbères d’Afrique romaine se mettent à massacrer les colons romains[6] (révolte de Faraxen).
- Les Francs et les Alamans font des incursions en Gaule et en Espagne[6].

- Le futur empereur Aurélien, en qualité de dux, reçoit mission d’inspecter et d’organiser les camps de la frontière du Rhin[7].

## Naissances en 256
- Arius, prêtre, fondateur de l'arianisme.

## Décès en 256
- Sun Jun, ministre du Royaume de Wu.